# جیرجیرک بزرگ‌شمشیر
جیرجیرک بزرگ‌شمشیر (Macroxiphus) سرده‌ای از خانواده ملخ شاخک‌دراز (جیرجیرک‌های بوته‌ای) می‌باشد که در شاخه بندپایان قرار دارد. زیستگاه این حشره محدوده میکرونزی است. لارو جیرجیرک بزرگ‌شمشیر شبیه مورچه است.
در نام علمی این جاندار، Macro به معنی بزرگ و xiphus به معنی شمشیر است.